# Signe Toly Anderson
Signe Toly Anderson (Seattle, 15 de setembro de 1941 - 28 de janeiro de 2016) foi uma cantora dos Estados Unidos da América, conhecida por ter sido uma das fundadoras da banda Jefferson Airplane.
Ela cresceu em Portland, Oregon, sendo conhecida e respeitada localmente como uma cantora de jazz e música folk antes de juntar-se à nova banda durante uma viagem para São Francisco. Após fundar a banda, ela casou com um dos integrantes do Merry Pranksters, Jerry Anderson, uma união que durou entre 1965 e 1974. Ela participou do primeiro álbum do Airplane, Jefferson Airplane Takes Off, sendo notável na canção "Chauffeur Blues". Sua saída no final de 1966 após o nascimento de sua primeira filha trouxe a vocalista Grace Slick à banda, até então no The Great Society. Signe retornou para o Oregon, onde cantou por nove anos com uma banda. Durante meados da década de 1970 ela estava se recuperando de um câncer. Em 1997, casou com Michael Alois Ettlin e aposentou-se do canto. Em anos mais recentes ela realizou aparições como convidada em bandas como KBC e Jefferson Starship (Next Generation), esta última uma das reencarnações do Jefferson Airplane.